# Bernhard Gutmann
Bernhard Gutmann, auch Bernard Gutmann (* 24. September 1869 in Hamburg; † 23. Januar 1936 in New York City), war ein deutsch-amerikanischer Landschafts-, Figuren- und Stilllebenmaler sowie Illustrator und Kunstlehrer.

## Leben

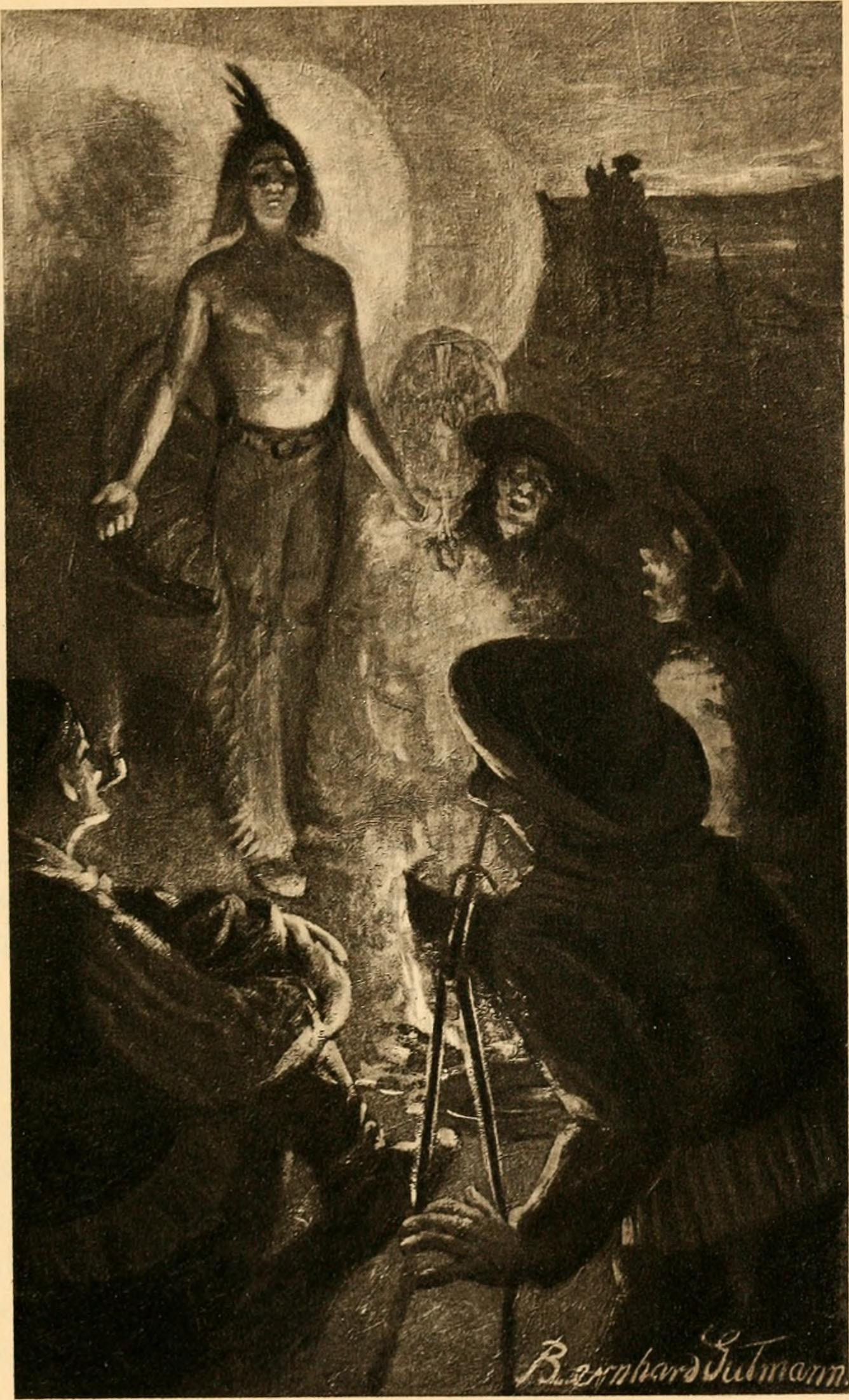
Buchillustration, 1903

Gutmann, jüngster von drei Söhnen des Schneiders Zadig Gutmann (1826–1908) und dessen Ehefrau Elise, geborene Biesenthal (1830–1872), wuchs in Hamburg auf und studierte in den Jahren 1889 und 1890 an der Kunstakademie Düsseldorf Malerei. Dort war Hugo Crola sein Lehrer. 1890 wechselte er auf die Großherzoglich Badische Kunstschule Karlsruhe. Eine Zeit hielt er sich in Haarlem (Niederlande) auf. 1892 emigrierte er von Hamburg über New York nach Lynchburg (Virginia), wo er anfangs als Elektriker, dann als Kunstlehrer arbeitete (unter anderem am Randolph-Macon Woman’s College), sich im kulturellen Leben der Stadt profilierte und die Lynchburg Art League (heute Lynchburg Art Club) gründete. 1895 wurde er superintendent of drawing für alle öffentlichen Schulen Lynchburgs. 1897 nahm er US-amerikanische Staatsbürgerschaft an. 1899 zog er nach New York City, wo er 1907 Bertha Goldman (1891–1936) heiratete, eine reiche Erbin aus der Familie der Gründer des Handelsunternehmens Goldman Sachs, mit der er – nunmehr finanziell frei – eine fünfjährige Europareise unternahm. Insbesondere die Eindrücke aus Paris, wo er von 1907 bis 1911 ein Atelier unterhielt, begeisterten ihn für die Kunst des Impressionismus und des Post-Impressionismus. 1913 zogen Gutmann und seine Frau nach Silvermine in Connecticut. Dort engagierte er sich für die regionale Kunst und beteiligte sich 1922 an der Gründung der Silvermine Guild of Artists. 1934 wurde Gutmann regional director der Works Progress Administration in New Canaan (Connecticut). 1935 wurde ihm ein Kehlkopfkrebs diagnostiziert, an dem er binnen eines Jahres starb.